# Ramsholmens odlingslandskap
Ramsholmens odlingslandskap är ett kulturreservat i Örby socken i Marks kommun.
Kulturreservatet på 74,2 hektar ligger mellan Östra Öresjön och  Dräggsjön och inrättades 2005 av Marks kommun för att bevara ett värdefullt kulturpräglat landskap och förstärka den biologiska mångfalden i området. 
Området innehåller flera olika miljö- och naturtyper, mest gles lövskog och öppen mark. Merparten av marken betas av får, nötboskap och hästar. Området inkluderar den befintliga gården Ramsholmen och rester av de tidigare Hult Nedergården och Skallared.